# Вулиця Ольбрахта (Ужгород)
Вулиця Івана Ольбрахта — вулиця у центральній частині Ужгорода, розташована паралельно до Ботанічної набережної ріки Уж. Вулиця названа на честь чеського письменника та громадського діяча Івана Ольбрахта (1882-1952).

## Історія
Вулиця виникла у другій половині 19 століття та називалась Підвальним рядом. Це було улюблене місце відпочинку ужгородців, оскільки саме тут можна було скуштувати різноманітні сорти місцевих вин.

## Важливі споруди
За колишнім Василіанським монастирем знаходиться Ботанічний сад Ужгородського Національного університету, де зібрано 3800 видів рослин. Його площа складає 4,5 га, сад засновано у 1946 році. Навпроти, за адресою вул. Ольбрахта № 21 знаходиться колишній особняк письменника. З лівого боку вулиці розташовано старі винні підвали, а над ними, на крутому схилі замкової гори привертає увагу будівля у стилі конструктивізму де розташовано Гунгарологічний центр УжНУ. Це колишня вілла Андрія Бродія (1895-1946), відомого закарпатського політичного діяча.

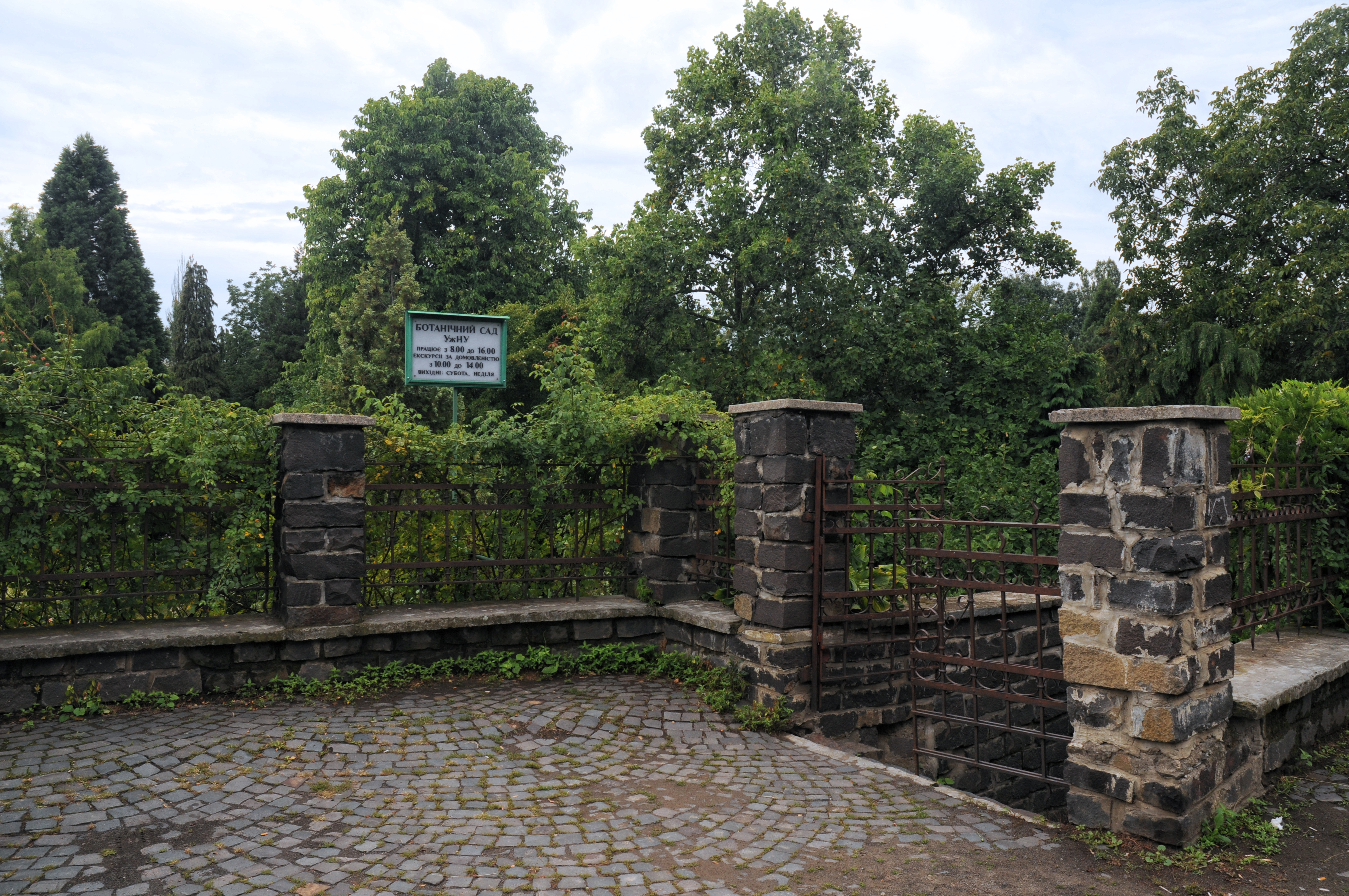
Вхід до Ботанічного саду
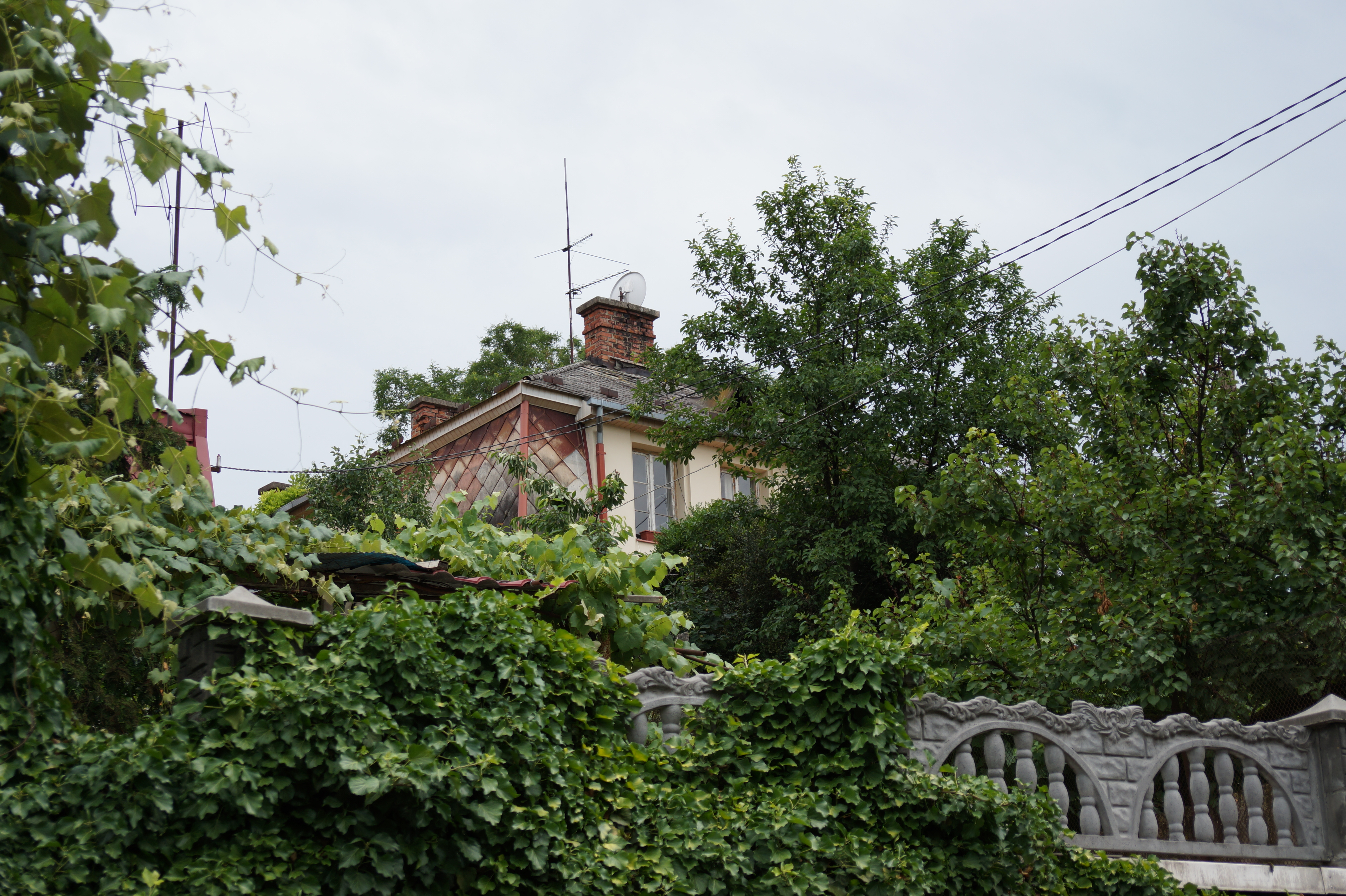
Будинок, де зупинявся письменник І. Ольбрахт. Вул. Ольбрахта, 21